# Filippo Galassi
Filippo Galassi (Roma, 7 febbraio 1856 – Frascati, 15 settembre 1920) è stato un ingegnere italiano.

## Biografia
Iniziò a lavorare a Roma a partire dal 1879 e fu attivo sia nel settore privato sia in quello pubblico. Fu consigliere e poi assessore al Comune di Roma.
Nella sua professione (per la quale collaborò anche col fratello Francesco) seguì, tra gli altri, i lavori della casa Cicognani, del Villino Scafi, del Villino Borghese del Vivaro, del Dispensario antitubercolare e dell'Accademia Americana.
A Ferrara fu tra i progettisti del nuovo ospedale Sant'Anna, che venne poi completato dopo la sua morte.